# Ludwik de Bourbon-Vendôme
Louis de Bourbon de Vendôme (ur. 2 stycznia 1493 w Pikardii, zm. 13 marca 1557 w Paryżu) – francuski kardynał.

## Życiorys
Był synem hrabiego Vendôme, Franciszka i jego żony, hrabiny Saint-Pol, Marie de Luxembourg. Ukończył studia w Collège de Navarre w Paryżu, gdzie uzyskał stopień doktora. 24 kwietnia 1510 został mianowany biskupem Laon. Ponieważ jednak nie osiągnął wymaganego kanonicznego wieku, do objęcia biskupstwa, jego ingres został odłożony do 3 maja 1517. Tydzień później uczestniczył w koronacji królowej Klaudii. 1 lipca 1517 został kreowany kardynałem i wkrótce potem otrzymał kościół tytularny San Silvestro in Capite. Od 1519 pełnił funkcję administratora diecezji Le Mans, a od 1524 – diecezji Luçon, z której to zrezygnował w 1527. Za pontyfikatu Klemensa VII był legatem w Umbrii. W marcu 1531 koronował Eleonorę Austriacką, po jej małżeństwie z Franciszkiem I Walezjuszem. Od 13 sierpnia 1535 roku do śmierci był administratorem diecezji Sens, natomiast 24 lutego 1550 został kardynałem biskupem Palestriny. Zmarł w Paryżu.